# Epitonium clathrum
Epitonium clathrum är en snäckart som beskrevs av Carl von Linné 1758. Epitonium clathrum ingår i släktet Epitonium och familjen vindeltrappsnäckor. Inga underarter finns listade i Catalogue of Life.

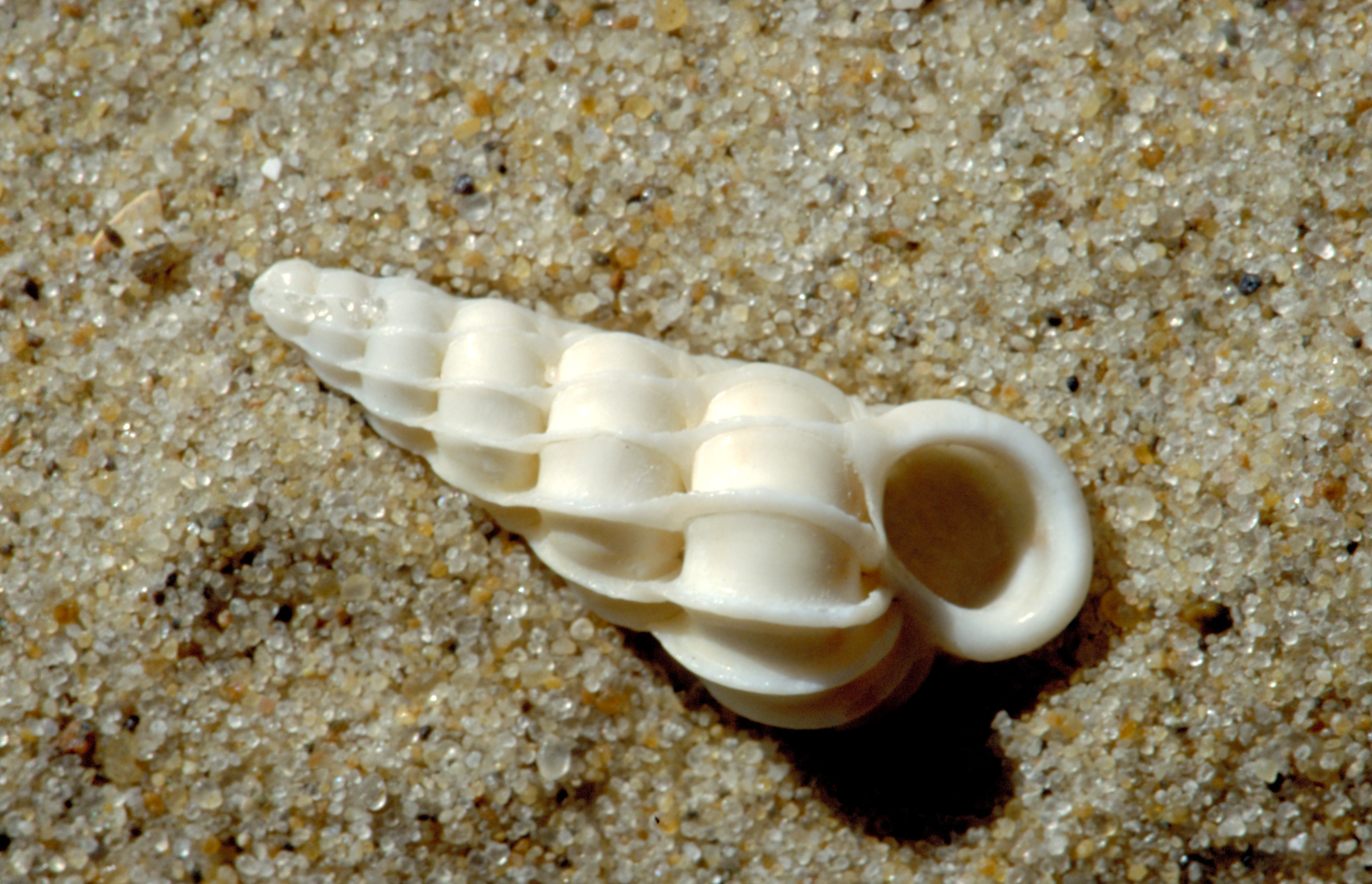
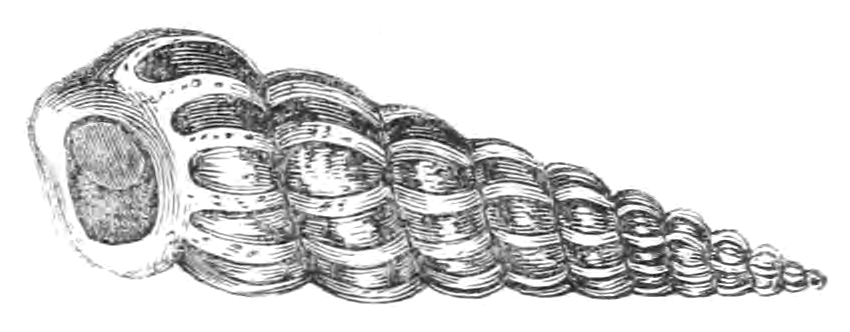
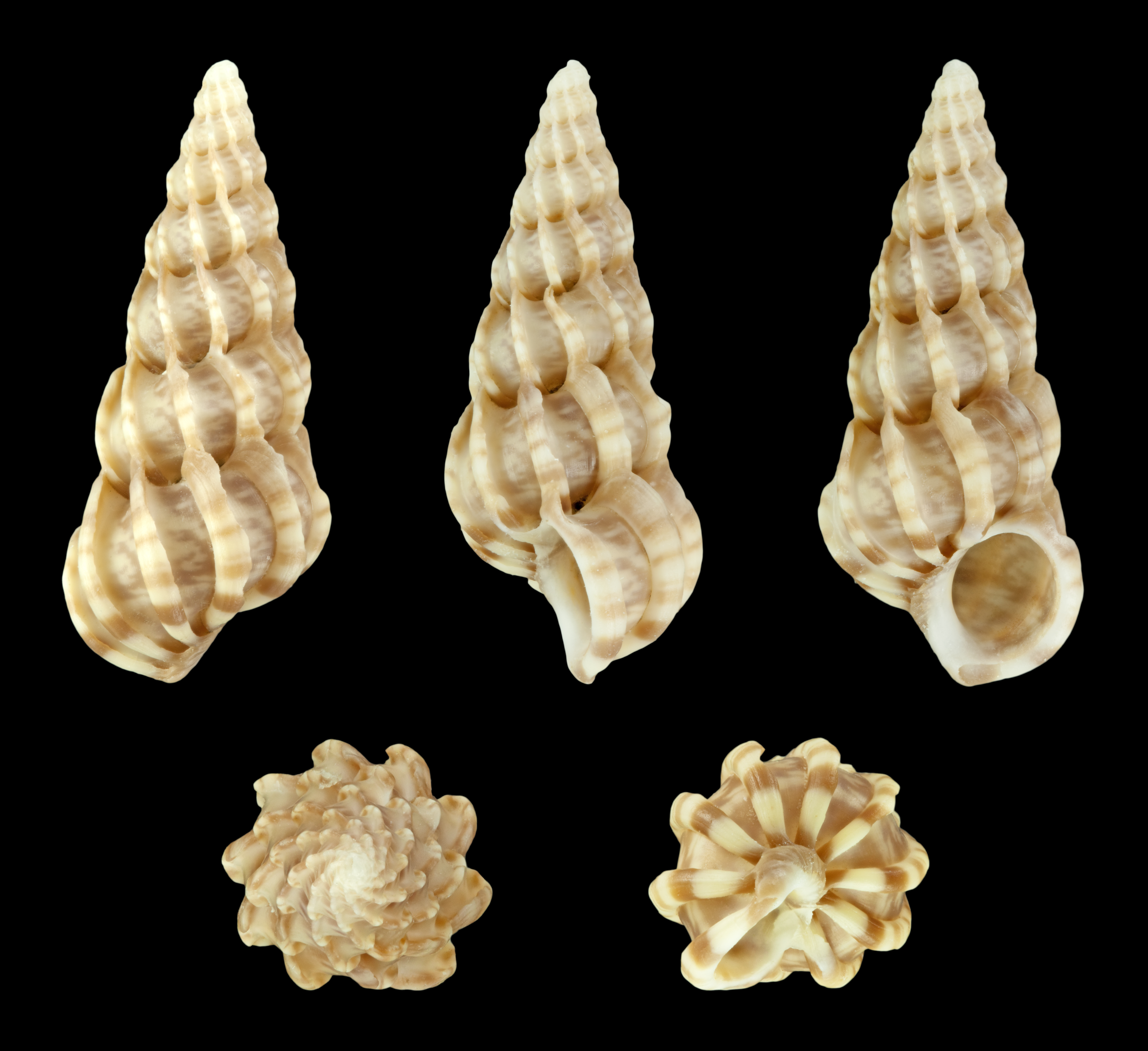
ssp. mediterraneum